# Second Life
Second Life (SL) je virtualni svet, ki ga je razvilo podjetje Linden Lab in je od 23. junija 2003 dostopen preko interneta. Prosto dostopen program imenovan Second Life Viewer, omogoča svojim uporabnikom t. i. prebivalcem, da med seboj komunicirajo preko avatarjev. Prebivalci lahko raziskujejo, srečujejo druge prebivalce, se družijo, sodelujejo v posameznih skupin in dejavnostih, ustvarjajo in delijo virtualne dobrine ter storitve med seboj, kakor tudi potujejo po vsem svetu. Second Life je namenjen ljudem starim 18 let in več, medtem ko je Teen Second Life  za mlade od 13. do 17. leta starosti.
V programsko opremo SL je vgrajeno tridimenzionalno orodje, ki temelji na preprostih geometrijskih oblikah, kar omogoča prebivalcem gradnjo virtualnih predmetov. Uporablja se lahko v kombinaciji s programom Linden Scripting Language, ki daje funkcionalnost in uporabnost predmetom. Bolj zapletene tridimenzionalne skulpture, teksture in oblike za oblačila ter druge predmete, animacijo in kretnje pa lahko ustvarimo s pomočjo zunanje programske opreme. Pogoji sodelovanja v SL zagotavljajo, da uporabniki obdržijo avtorske pravice za vse vsebine, ki jih ustvarijo. Strežnik in odjemalec ohranita pravice do upravljanja digitalnih funkcij.
Zgodovina
Leta 1999 je Philip Rosedale (znan kot Philip Linden), ustanovil Linden Lab. Poudarek je bil na razvoju strojne opreme, ki bi omogočila računalniškim uporabnikom izkusiti in integrirati se v virtualni svet. Podjetje se je, v svoji prvotni izdaji, trudilo narediti komercialno verzijo strojne opreme, znano kot “RIG”. Le ta je bila realizirana v obliki prototipa kovinske konstrukcije z več računalniškimi monitorji, ki jih je uporabnik lahko nosil na ramenih. Ta vizija se je kmalu preoblikovala v programsko aplikacijo Linden World, v kateri lahko uporabniki sodelujejo pri različnih, na igrah temelječih, nalogah in socializaciji v tridimenzionalnem spletnem okolju. Ta prizadevanja so se sčasoma spremenila v bolj znan in uporabniku bolj prijazen Second Life. Čeprav je bil Rosedale seznanjen z virtualnim svetom iz knjige Neala Stephensona z naslovom Snow Crash, je dejal, da je njegova vizija o virtualnem svetu starejša kot omenjena knjiga. Pravi, da je že v času študija na univerzi Kalifornija San Diego, kjer je študiral fiziko, vodil določene eksperimente na temo virtualni svet.
11. decembra 2007 je bil Cory Ondrejka, ki je pomagal programu Second Life, prisiljen odstopiti kot vodja tehnologije.
V januarju 2008 so prebivalci preživeli skupno 28.274.505 ur “v virtualnem svetu”, kjer je bilo vsakem trenutku v povprečju prijavljenih 38.000 prebivalcev. Največja gostota (število avatarjev v virtualnem svetu) je bila zabeležena v prvi četrtini leta 2009 in sicer 88.200 prebivalcev.
14. marca 2008 je Rosedale objavil načrte, da bo odstopil s svojega položaja izvršnega direktorja Linden Lab in postal predsednik upravnega odbora Linden Lab. Prav tako je napovedal, da bo od 15. maja 2008 novi izvršni direktor Mark Kingdon.
V letu 2008 je bil Second Life počaščen na 59. letnem Technology & Engineering Emmy Awards za pospeševanje razvoja spletnih strani z vsebino ustvarjeno s strani uporabnikov. Nagrado je prejel Rosedale.
Konec marca leta 2008, je bilo registriranih približno 13 milijonov računov. Čeprav jih je velik odstotek neaktivnih, pa jih je tudi veliko, ki imajo po več odprtih računov, zato je nemogoče govoriti o zanesljivih podatkih o dolgotrajni uporabi. Januarja 2008 so prebivalci prebili 28,274,505 ur v Second Lifu, torej je bilo povprečno 28,000 prebivalcev prijavljenih v danem trenutku. Kljub svoji uglednosti pa ima Second Life pomembne tekmece, vključno z IMVU, There, Active Worlds, Kaneva in bolj erotično orientiranega Red Light Center.
Januarja 2010 je bilo registriranih 18 milijonov računov, čeprav ne obstajajo zanesljivi podatki o dejanski dolgoročni uporabi le teh.

## Razvrstitev
Med srečanjem z investitorji leta 2001 je Rosedale opazil, da so udeleženci še posebej poudarjali pomen sodelovanja, kar bi naj bil ustvarjalni potencial SL. Prišli so do rezultata, da je bolj kot igralni vidik SL, pomembna zmožnost uporabnikov do soustvarjanja sveta in občutka skupnosti.
Pogosto se razpravlja o statusu SL kot virtualnega sveta, računalniške igre ali t. i. orodja za pogovor. Za razliko od tradicionalnih računalniških iger, Second Life nima končnega cilja, niti klasične strukture igre ali pravil. Prav tako je brezpredmetno govoriti o zmagi ali porazu, saj SL nima točno določenih ciljev. Za razliko od drugih pogovornih orodij, zajema SL obsežen svet, ki ga lahko prebivalci raziskujejo in uporabljajo zgolj kot ustvarjalno orodje, če tako želijo. 
Sicer ga lahko uporabljajo ljudje vseh starosti, a vendar se v zadnjem času od uporabnika zahteva starost vsaj 18 let.

## Prebivalci in avatarji
Vzpostavitev računa v SL  ali uporaba le tega je v vsakem trenutku in kateremkoli časovnem obdobju brezplačna. Linden Lab si sicer pridržuje pravico, da zaračuna za ustvarjanje velikega števila računov za eno osebo, vendar trenutno tega ne počne. Premium članstvo (US $ 9.95/mesečno., US $ 22,50 četrtletno ali US $ 72/letno.) ponuja uporabnikom širšo stopnjo tehnične podpore ter zagotavlja avtomatsko štipendijo na račun uporabnikovega avatarja v višini 300 Linden $ na teden (v primerjavi z originalno štipendijo za L $ 500, ki je se še vedno nakaže na starejše račune). Kakorkoli, velika večina uporabnikov SL se ne odloči nadgraditi »osnovni« račun, ki je brezplačen. 
Avatarji lahko zavzamejo, po volji uporabnikov, katerikoli obliko (ljudje, živali, rastline, minerali ali njihove kombinacije itd.) oz. se lahko prebivalci odločijo, da bodo takšni kot so v resničnem življenju. Lahko se tudi odločijo, da bodo še bolj abstraktnih oblik, saj je skoraj vsaka sprememba avatarja popolnoma prilagodljiva. Glej Second Life Culture za več podrobnosti. Uporabnik z enim računom, lahko ima hkrati le enega avatarja, a lahko videz le tega spreminja kolikor želi. Oblika avatarja se lahko, tako kot vse drugo v SL, ustvari ali s strani uporabnika ali pa lahko uporabnik obliko kupi oz. prevzame že v naprej ponujene predloge. Ena oseba ima lahko tudi več računov in tako se zdi, da je obstaja več prebivalcev (osebe z več računi so znane tudi kot alts). 
Avatarji lahko med seboj komunicirajo ali preko lokalnega pogovora ali preko globalnega “takojšnjega sporočanja” (poznanega kot IM). Pogovori se uporabljajo med dvema ali več avatarji in jih lahko sliši in vidi vsak drug avatar, ki je takrat na dani distanci/bližini. IM se uporablja za zasebne pogovore in sicer med dvema avatarjema ali med člani skupine ter celo med predmeti in avatarji. Za razliko od pogovorov, IM komunikacija ni odvisna od oddaljenosti udeležencev drug od drugega. Od različice 1.18.1.2 dalje, je glasovni klepet, tako pogovor kot tudi IM, na voljo v obeh glavnih omrežij, mladostniškem in normalnem omrežju. Če je prebivalec odjavljen, se hitra sporočila pošljejo na njegov poštni naslov. Ta sporočila so omejena na velikost 4096 bajtov.  Če je bilo sporočilo poslano, ga bo lahko uporabnik prebral tudi, ko se bo prijavil v program. 

## Gospodarstvo
Second Life ima interno valuto imenovano Linden dolar (L $). L $ se lahko uporabi za nakup, prodajo, najem ali zamenjavo zemljišča ali blaga in storitev z drugimi uporabniki. Med virtualno blago štejemo stavbe, vozila, naprave vseh vrst, animacije, oblačila, kožo, lasje, nakit, rastlinstva in živalstva ter umetniška dela. Storitve vključujejo »kampiranje«, delo za denar, poslovno upravljanje, zabavo in ustvarjanje vsebin po meri (ki jih lahko razdelimo v naslednjih 6 kategorij: gradnja, teksturiranje, skripte, animacija, umetniška smer in položaj proizvajalca projekta/financerja). L $ je mogoče kupiti z ameriškimi dolarji in drugimi valutami, ki kotirajo na LindeX, posredovanih s strani neodvisnih posrednikov, drugih uporabnikov in priznanih s strani podjetja Linden Lab. Denar pridobljen od prodaje valute se najpogosteje uporablja za plačilo lastnih stroškov naročnine, storitev in dajatev v SL; le razmeroma majhno število uporabnikov zasluži velike vsote denarja iz “sveta”. Po podatkih, ki jih je objavilo podjetje Linden Lab je februarja 2009 okoli 64.000 uporabnikov imelo dobiček v SL, od katerih je 38.524 zaslužilo manj kot 10$, medtem ko jih je 233 zaslužilo več kot 5000$. Dobički izhajajo iz prodaje virtualnih dobrin, najema zemljišč in druge široke palete storitev. Marca 2009 je postalo znano, da obstaja nekaj uporabnikov SL, katerih dobiček presega 1 milijon ameriških dolarjev na leto.
Nekatera podjetja tako proizvajajo prihodke od storitev, opravljenih v Second Life. 

## Dostopnost
Alternativna uporabniških vmesnikov
Second Life je izpostavljen kritikam zaradi pomanjkljive dostopnosti, saj uporabnikom ni omogočena uporaba miške, prav tako ne morejo sodelovati oz. opazovati življenje v SL kot zunanji opazovalec s pomočjo  Second Life gledalca. Kakorkoli že, v zadnjem času je bilo pripravljenih več rešitev za izboljšanje dostopnosti SL (navedeno po kronološkem vrstnem redu): 
-	Izboljšave so bile narejene za tiste gledalce oz. uporabnike SL, ki so slepi in slabovidni. Spremembe omogočajo, da pridobijo uporabniki pri navigaciji svojih avatarjev uporabne povratne informacije. Različne vrste predmetov se razlikujejo po različnih frekvencah vibracijah. 
-	TextSL je besedilo razvito na univerzi v Nevadi, ki omogoča fizično omejenim in slabovidnim uporabnikom dostop do SL. Aplikacija TextSL omogoča uporabnikom, ki so slepi in slabovidni komunicirati in gibati se z avatarji z uporabo ukaza osnovanega na vmesniku, ki je bil predhodno uporabljen na pustolovski igri Zork. 
-	Centra IBM's Human Ability in Accessibility Center sta razvila spletno osnovan vmesnik za Second Life, iz katerega je mogoče dostopati na bralnik zaslona. Ta vmesnik zagotavlja uporabniku osnovno gibanje, komunikacijo in dojemanje funkcij z uporabo kratkih kod.
-	Projekt pes vodnik, ki ga je razvila Virtual Helping Hands, ponuja virtualnega psa vodnika, ki lahko spremlja uporabnikovega avatarja. Pes vodnik je vmesnik, ki ponuja številne funkcije, kot so navigacija in lažje poizvedovanje in komunikacijo v okolju, kot je to primer v spletni klepetalnici. Povratna informacija je zagotovljena z uporabo sintetičnega govora. 
Nedavna študija kaže, da je ena največjih ovir pri oblikovanju dostopnejšega SL za slepe in slabovidne uporabnike očitno pomanjkanje osnovnih podatkov in poimenovanj, kot so imena in opisi za predmete v virtualnem svetu. Za dostopnost SL in interneta nasploh je to velik problem, saj določene oznake in besede nimajo alternative. Študija je pokazala, da je kar 32% predmetov v SL imenovanih »predmet« in ocenjuje se, da do 40% predmetov v SL zato nima točne označbe.
Primerljivost jezika
Leta 2007 je Brazilija postala prva država, ki je dobila svoj, neodvisno voden, portal Second Life, ki ga je upravljal posrednik, čeprav je le ta SL, dostopen prek brazilskega portala, enak tistemu, ki ga uporabljajo uporabniki drugod po svetu. Portal, ki se imenuje »Celinska Brazilija«, vodi podjetje Kaizen Games, ki je postalo hkrati prvo partnersko podjetje  družbe Linden Lab na tem projektu. Oktobra 2007 so pri Linden Lab podpisali drugo partnersko pogodbo s T-Entertainment Co ., LTD., Seul, Južna Koreja in T-zabava portalom imenovanem »SERA Koreja«, ki služi kot vstopna točka za Second Life Grid. Še pred tem, v letu 2005, je Linden Lab odprl in vodil svoj portal za nemško, korejsko in japonsko govoreče uporabnike.
V SL se za boljši pogovor uporablja več programov za jezike z različnimi pisavami ter znaki. Ti programi imajo večji nabor znakov, kar zagotavlja ljudem možnost za klepet v njihovem maternem jeziku. Več prevajalnih programov, ustvarjenih s strani uporabnikov, tako omogoča komunikacijo med prebivalci, ki govorijo različne jezike.

## Značilnosti

### Prebivalci in virtualni osebki
V računalništvu, v kontekstu Second Life izraz Resident pomeni človeka, ki ima imetje v svetu.
Bilo je zgodaj v razvoju Second Life. Ena mojih zadolžitev je bila najti drugačno besedo, vključno z imenom! Pogovor o imenu je po navadi potekal med mano, Philipom, Hunterjem in Petrom (ki danes nista več tu), z odzivom vseh ostalih. 
Ko smo se odločali, kako bomo imenovali ljudi v svetu, smo vedeli, da jih nočemo poimenovati »uporabniki«, čeprav bi bila to najbolj tipična izbira za programsko opremo. Toda beseda uporabniki ne opiše prav dobro dvo-smerne narave Seconf Lif-a, kjer so ljudje vpleteni v kontekst in prispevajo k izkušnji.
Prav tako smo pomislili na »člane« (dolgočasno!), »meščane« (preveč politično!), in »igralce« (preveč igralsko!).
»prebivalci« pa se je zdelo najbolj opisno primerno za ljudi, ki imajo določeno premoženje in ga razvijajo. --Robin Harper (aka Robin Linden)
Izraz po navadi ni uporabljen pod naslednjimi pogoji:
- ljudje, ki so samo registrirani, pa niso nikoli prijavljeni
- ljudje, ki so se registrirali samo zaradi promocijskih koristi
- ljudje, ki so se registrirali in samo nekajkrat prijavili, potem pa so nehali uporabljati svoj uporabniški račun
- majhna izjema bi lahko veljala za ljudi, ki imajo več uporabniških računov. Osnoven uporabniški račun se imenuje normalno, pri ostalih izmenljivih je Prebivalec poimenovan »Alt«. Ni pa razlike med tistimi, ki imajo osnovni ali plačljiv uporabniški račun, kljub temu pa so tisti Prebivalci, ki imajo aktiven uporabniški račun  daljše obdobje in so plačali doživljenjsko naročnino 225 ameriških dolarjev imenovani »Charter Members«

### Zunanjost in osebnost
Prebivalci so uporabniki Second Lifea in njihova zunanja podoba je njihov avatar. Osnovni avatar ima človeško obliko, moški ali ženski spol in široko izbiro fizičnih lastnosti ter oblačil. 
Avatarji so lahko ustvarjalni pri svojem videzu ali pa so podobni osebam, kijih predstavljajo. Osebe, ki imajo odprtih več uporabniških računov se lahko predstavljajo kot različni Prebivalci. Toda, če oseba ustvari več uporabniških računov mora razen za prvega za ostale plačati. Po Maju 2006 pa žal ni znanega postopka, kako preprečiti, da bi ena oseba z izmišljenimi podatki ustvarila več računov. Avatarji so lahko narejeni tako, da so podobni resničnim uporabnikom in to po navadi tudi so. Lahko pa so prirejeni, da je oseba v virtualnem svetu višja, bolj privlačna ali lepše grajena. Second Life svojim uporabnikom zagotavlja možnost, da svojo virtualno inačico ustvarijo po lastnih željah. Zunanjosti Prebivalcev so si zelo različne, saj je njihovo ustvarjanje enostavno.
Čeprav zunanjost prebivalcev virtualnega sveta prav nič ne spominja na njihov dejanski izgled, pa je identiteta v Second Lif-u po navadi manj anonimna kot v drugih virtualnih svetovih. Vsak avatar lahko ustvari svoj plačilni račun, a nima dostopa do drugih zasebnih informacij (da bi preprečili dostop mladoletnih in ločili plačljive in neplačljive račune). Nekatere storitve v virtualnem svetu zahtevajo od uporabnikov da navedejo svoje pravo ime ali druge podatke, toda vse to je prostovoljno, torej, če tega uporabnik ne želi, pač ne bo uporabil določene storitve. 
Stvaritve prebivalca so veliko manj anonimne v tem virtualnem svetu. Linden-ovi strežniki registrirajo tvoje avatoraj  in ga zaščitijo. Linden prav tako zagotavlja možnost, ki omogoča posodabljanje in prenašanje svoje stvaritve. Ustvarjalec lahko dovoli te možnosti, lahko pa so vsi privilegiji onemogočeni. 

### Pogovor
Znotraj Second Lifea obstajata dve osnovni metodi tekstovnega sporazumevanja: lokalni pogovor in globalno  »takojšnje sporočanje« (poznano kot IM). pogovori se uporabljajo med dvema ali več avatarji in jih lahko slišimo (se pojavijo v obliki besedila) znotraj 20 metrov. Objekti lahko uporabljajo tudi klepetalne kanale. Pogovori po navadi potekajo na »odprtem pogovornem kanalu« čeprav obstaja še mnogo drugih. Določena naprava je potrebna, da zazna promet na drugih kanalih. Avatarji in predmeti lahko tudi kričijo in šepetajo. IM se uporablja za zasebne pogovore, med dvema avatarjema, med člani skupine ali med avatarjem in predmetom. Za razliko od pogovorov, IM ni odvisen od oddaljenosti. Verzija 1.18.1.2, glasovni pogovor, lokalni in globalni je prav tako dostopna na glavnem omrežju, s pomočjo tehnologije, katere licenco ima Vivax, ki zagotavlja to storitev tudi drugim virtualnim svetovom. Samo avatarji lahko uporabljajo glasovni pogovor. 
Avatarji in predmeti lahko pošiljajo ali prejemali elektronsko pošto, čeprav je ta funkcija omejena in ne pretirano uporabljena. Takojšnje sporočanje se pojavi ko je avatar v »resničnem svetu«, e-mail pa dobi, ko se odjavi (če je predhodno seveda posredoval svoj veljavni e-mail naslov). 
Obstajajo pa tudi strani, preko katerih se Prebivalci lahko poiščejo med sabo zunaj virtualnega sveta in Slurl.com dovoljuje povezavo znotraj Second Lif-ovega zemljevida, kjer poiščeš želeno lokacijo.

### Kratice
- Adfarm -  Parcela, ki namerno vsebuje grde reklamne podobe, postavljena, da uniči videz bližnjim lastnikov in jih spodbuja, da kupujejo parcelo na dražji zemlji. Sedaj po letih aktivizma prebivalcev, se to dejanje obravnava kot TOS kršitev.
- Alt - alternativni uporabniški račun; ko ima uporabnik več kot en uporabniški račun, se razen prvega vsi ostali imenujejo alternativni uporabniški računi.
- AO - animacijski prevzem (posamezni prevzemi včasih imenovani kot »anim«).Podatki, ki se jih da kupiti v Second Lifeu za zamenjavo bolj življenjskihpoložajev, hoje… za osnovo.
- AR - poročilo zlorabe – običajen način poročanja o TOS kršitvah skozi igranje.
- Av ali avie - Avatar
- FIC - Nasičeno notranje jedro v trenutni rabi pomeni žaljiv izraz za številneElitne skupine uspešnih prebivalcev v SL, še posebno kjer so te skupineopažene,da imajo posebne privilegije (od Linden Lab-a, lastnikov zemljeali drugih pomembnih organizacij) ki zagotavljajo njihov uspeh.
- FL - prvo življenje (oz. resnično življenje)
- Grid - okrajšava za celotni SL svet. Nanaša pa se tudi na tehnološko podporo Second Lif-a, na primer ko se celotni svet začasno sesuje zaradi vzdrževanja
- Griefer - Prebivalec, ki nadleguje druge Prebivalce z žaljivimi besedami, puščanjem smeti po tleh ali katerakoli druga dejavnost, ki moti bivanje drugih
- HI (HIP) - Otok pomoči – drugi obeh učnih področij, odmaknjen od OI. Otokpomoči je družaben, dovoljuje prosto izbiro aktivnosti, in ni obvezen.Zaradi velike uporabe sedaj obstajata dva enaka otoka pomoči.
- IM - Takojšnje sporočilo – privatno ena na ena pogovor med dvema ali več avatarji
- IM Hell - Ko je AV zapolnjen s toliko IM-ji, da ostali okoli mislijo, da je oddaljen od tipkovnice, ker njegova sporočila niso dovolj hitra.
- IRL - V resničnem življenju
- L$ - Lindov dolar, ki je osnovno plačilno sredstvo v SL, pogosto tudi samo»L«
- LL - Linden Lab
- Lindens - Se lahko nanaša na Lindove dolarje ali na osebje Linden Laba, ki imajo v igri družinsko ime »Linden«
- MDC - Metaverse razvojno podjetje – resnično podjetje, ki ustvarja vsebino SL za druge posle v resničnem svetu
- OI - Orientacijski otok – Učno področje, kjer začnejo vsi novi Prebivalci SL. Za razliko od HI je OI bolj formalen, in je lahko zaključen individualno.
- PM - Privatno sporočilo (enako kot IM)
- PNs - Okrajšava za Patriotske nigre – ime skupine, kjer so predani griferji
- Prim - Kratko za primitiven objekt, ki je osnovna enota znotraj SL ustvarjanja.
- Rez - Se nanaša na ustvarjanje objekta v igri.  Pogovorno se uporablja tudi za zaostritev vidnega polja, kar je nujno, ko spreminjamo lokacijo. Vzeto iz filma Tron.
- RP - Igranje vlog
- RL - Resnično življenje
- Sim - Simulator v SL: področje kjer vlada en strežnik CPU. To so neodvisni SL simulatorji, vsak s svojimi karakteristikami, pravili, ocenjevanji, in temami
- SL - Second Life
- SLT - Čas v Second Lifeu (ki temelji na resničnem času Kalifornije)
- TSL - Second Life za mlade
- Voice - Ponudba Second Lif-a, da namesto tipkanja govoriš
- TOS/CS	Pogoji in standardi; pravne izjave v SL
- TP - Teleportiranje – takojšnje potovanje iz ene točke ena drugo
- WA - Področje pozdravljanja – eno izmed področij, kamor so poslani noviprišleki, ko zaključijo z OI in HI